# A Volta do mercado (Silva Porto)
A Volta do mercado é uma pintura a óleo sobre tela de 1886 do artista português António da Silva Porto (1850-1893) da corrente do naturalismo e que está atualmente no Museu Nacional de Arte Contemporânea, em Lisboa.
Exemplo de pintura onde o pitoresco e o colorido local se destacam em contrastes potenciados por uma luminosidade mediterrânica, A Volta do mercado é uma das importantes composições de Silva Porto cujo valor não assenta num sentimento lírico da natureza, uma vez passado o tempo das primeiras obras, mas por uma documentação de costumes rurais e que implica também uma opção animalista.

## Descrição
Numa pintura de costumes, a obra apresenta um grupo de mulheres e homens do campo, talvez alguns comerciantes, que por um caminho de terra batida, regressam do mercado que terá ocorrido na parte da manhã, atendendo às sombras da tarde ainda não muito alongadas. Três mulheres montadas em burricos vêm à frente do grupo e duas delas protegem-se com sombrinhas, sendo uma vermelha, o que dá um ponto de contraste a toda a cena. Mais atrás vêm também três homens, cada um de seu modo, um também de burrico, outro a pé guiando o que parece ser uma junta de bois e outro mais atrás montado num animal de maior porte, provavelmente uma mula.  
O grupo que é precedido por um pequeno cão postado de lado em espectativa está a passar por um trecho de caminho em que as bordas estão alteadas e cobertas por aloés e caniços, vendo-se ao longe, no cimo de uma suave colina, o que parece ser um moinho, não se avistando a vela que pode estar encoberta pelo tronco do aloé. É de admitir que a cena decorra na região saloia ao norte de Lisboa, atendendo à semelhança com a obra Saloias (em Galeria) do autor.
A composição é dominada por céu azul intenso, fonte de luminosidade, projectando as sombras das figuras no caminho de terra ocre, em primeiro plano.
A obra pertencia em 1931 a Alice Munró dos Anjos, tendo sido adquirida pelo Estado ao industrial e coleccionador Policarpo dos Anjos em 1935.

## Apreciação
Segundo Pedro Lapa, tendo a crítica reiteradamente, numa atitude anacrónica, pedido a Silva Porto o "grande quadro", este possa ter respondido com A volta do mercado. Sendo um exemplo maior da pintura solar, a obra apresenta a terra e o céu azul separados por uma faixa de animais e homens, numa tentativa de equilíbrio entre a figura humana e o habitar a paisagem, indo o azul do céu do mais profundo ao turquesa e onde na paisagem de vegetação mediterrânica predominam os tons terrosos. No primeiro plano, o cão que se afasta da lenta marcha dos burros vem caracterizar o instantâneo da cena.
O tema do quadro permite a comparação com Paysans de Flagey revenant de la foire (em Galeria) de Courbet, que representa também um momento importante da vida da população rural. Só que em A volta do mercado não estamos perante a representação das várias classes sociais, mas antes face a um olhar sobre o pitoresco e o colorido local. Este aspecto permite situar o naturalismo de Silva Porto num afastamento da modernidade internacional, e também afastado das suas preocupações iniciais, deixa no entanto o testemunho de um conhecimento da luz que perdurará por gerações.
É evidente o contraste entre esta obra de Silva Porto e a versão de Malhoa sobre o mesmo tema, mais turbulenta e pitoresca, como Monteiro Ramalho referiu.

## Galeria

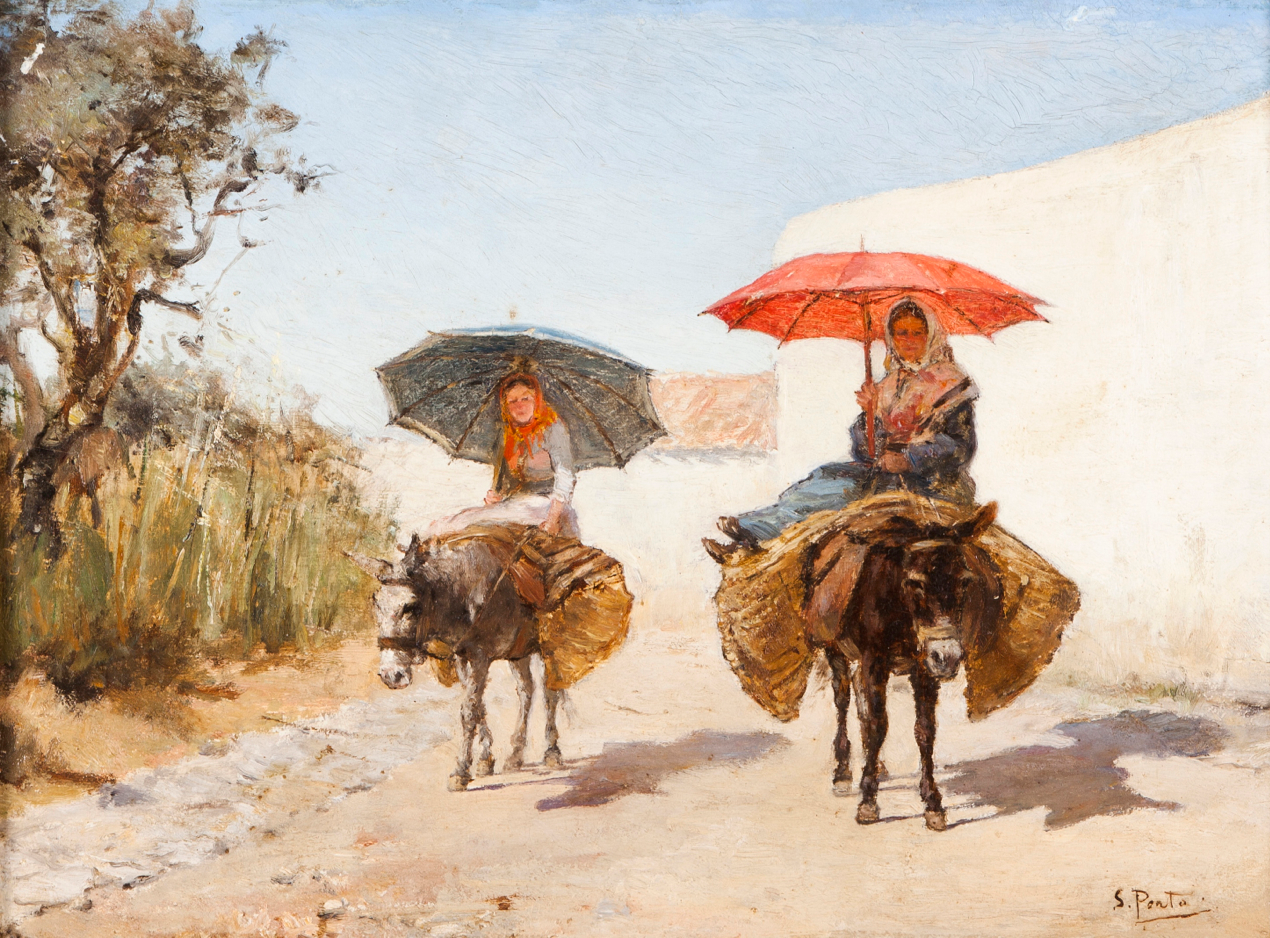
Saloias (1850), de Silva Porto, óleo sobre madeira, em coleção particular.
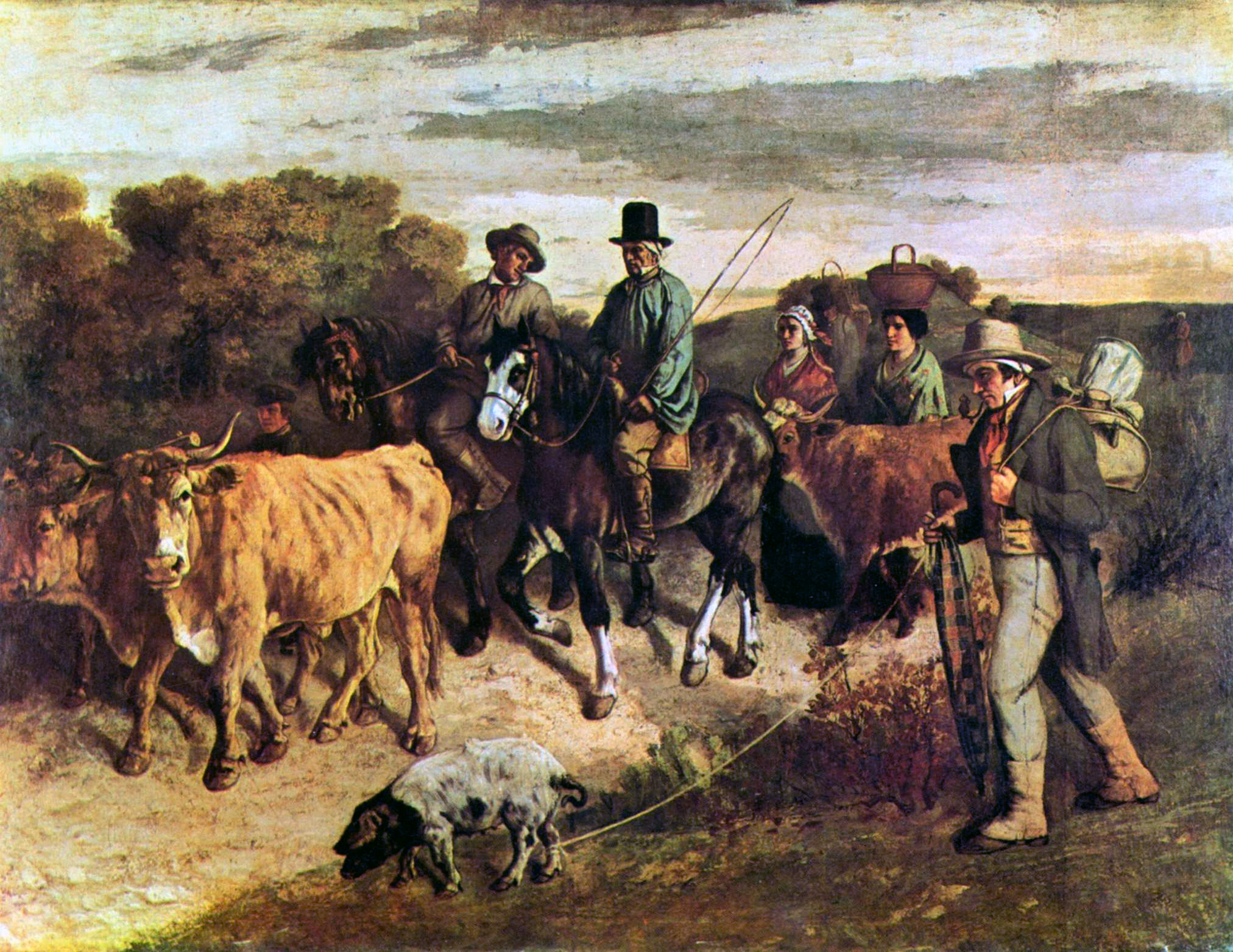
Fazendeiros de Flagey ao retornar do mercado (1850), de Gustave Courbet, no Museu das Belas-Artes e de Arqueologia de Besançon.
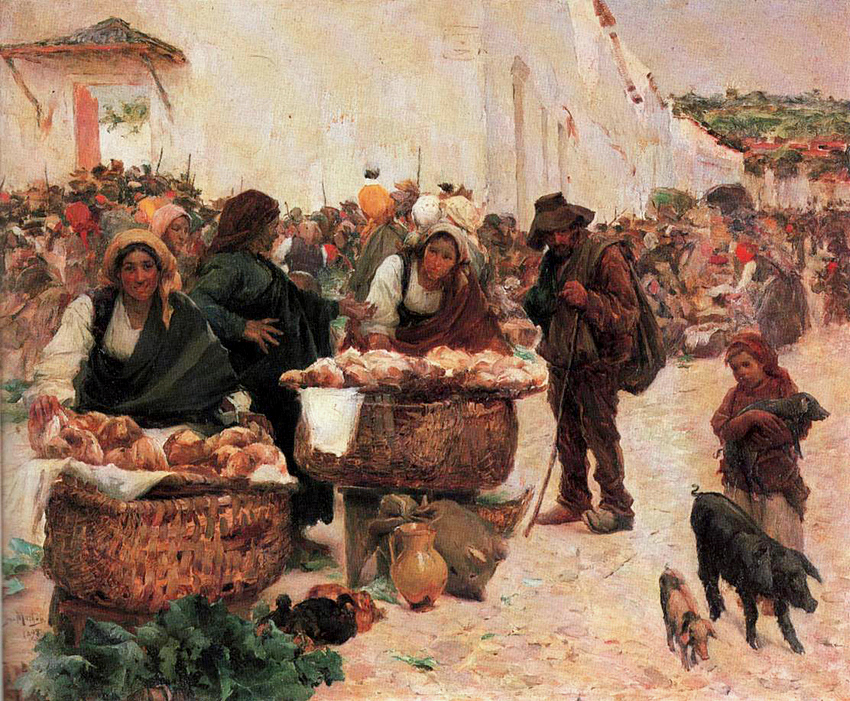
As Padeiras, Mercado em Figueiró (1898), de José Malhoa. Óleo sobre tela, em coleção particular.

### Ligação externa
- Página oficial do Museu Nacional de Arte Contemporânea,